# Elizabeth Currid-Halkett
Elizabeth Currid-Halkett es una académica y autora estadounidense. Es la titular de la Cátedra James Irvine de Planificación Urbana y Regional y Profesora de Políticas Públicas en la Universidad del Sur de California.

## Formación
Currid-Halkett finalizó su doctorado en planificación urbana en la Universidad de Columbia. También tiene una licenciatura en escritura creativa y escritura profesional y una maestría en políticas públicas de la Universidad Carnegie Mellon.

## Carrera profesional
Currid-Halkett es una experta en estudios urbanos y geografía económica. Su investigación documenta la importancia de las artes para la economía urbana y el papel del capital cultural en la definición y perpetuación de la desigualdad de clases en Estados Unidos. En una entrevista de 2017 en la National Public Radio, Hidden Brain con Currid-Halkett, Shankar Vedantam resumió su investigación como un estudio de las redes sociales de las élites.
El libro de Currid-Halkett de 2007, The Warhol Economy, documenta cómo los artistas, diseñadores, músicos y otros trabajadores creativos son esenciales para la vitalidad de la ciudad de Nueva York. Entrevistó a docenas de personas que trabajaban en industrias creativas, desde nombres recién establecidos hasta famosos como Shepard Fairey, Diane Von Furstenberg, Quincy Jones y Ryan McGinness. En su investigación, sostiene que la vida social de los trabajadores creativos es fundamental para sus carreras y la economía creativa. Currid-Halkett extendió este argumento a un análisis comparativo con Los Ángeles, donde ella y la profesora del MIT Sarah Williams observaron datos fotográficos de Getty Images de miles de eventos de entretenimiento para rastrear la vida social de las personas creativas en un proyecto titulado "The Geography of Buzz". En un artículo de 2014 en PLOS One, Currid-Halkett y Williams utilizaron datos de teléfonos celulares y redes sociales para rastrear y analizar el proceso creativo de los trabajadores de la industria de la moda de la ciudad de Nueva York.
El libro de 2010 de Currid-Halkett, Starstruck, estudia la economía de la celebridad, en particular utilizando el análisis de redes sociales para estudiar la relación entre la vida social y el poder de las estrellas. Currid-Halkett sostiene que la lista A habita en una red cerrada, o lo que se denomina una camarilla (teoría de grafos), dejando fuera a todos los demás.
El libro de Currid-Halkett de 2017, The Sum of Small Things: A Theory of the Aspirational Class, analiza el papel de la cultura en significar la clase en Estados Unidos hoy. Basándose en el tratado original de Thorstein Veblen , The Theory of the Leisure Class, Currid-Halkett sostiene que, a diferencia del "consumo conspicuo" convencional, la élite actual, a la que llama la "clase aspiracional", gasta en "consumo discreto", inversiones caras pero en gran parte inmateriales . Esta "élite cultural" utiliza su riqueza en bienes y servicios como formación, servicios domésticos y atención médica, todo lo cual ahorra tiempo y apuntala privilegios para ellos y sus hijos. Currid-Halkett sostiene que este capital cultural contribuye a la creciente desigualdad en Estados Unidos. Algunos comentaristas han señalado que la clase aspiracional de Currid-Halkett es parte integral de la guerra de clases y la cultura contemporánea en Estados Unidos.
Artículos de Currid-Halkett también han aparecido en publicaciones como NPR, The New York Times, Los Angeles Times, The Wall Street Journal, The New Yorker y The Economist .

## Recepción
La obra de Currid-Halkett se ha destacado por su documentación detallada de la importancia de las artes y la cultura para la economía. Sobre La economía de Warhol, James Surowiecki escribe en The New Yorker, "... todo el mundo sabe que el arte y la cultura ayudan a hacer de Nueva York un gran lugar para vivir. Pero Currid va mucho más allá y demuestra que la industria de la cultura crea un enorme valor económico por derecho propio".  
El libro de Currid-Halkett de 2017, La suma de las pequeñas cosas, ha sido revisado como un relato convincente del papel del consumo y las prácticas culturales en la creciente desigualdad social actual. The Economist nombró a The Sum of Small Things como uno de los libros del año 2017. David Brooks argumentó en The New York Times que el estudio de Currid-Halkett sobre las señales culturales invisibles ofrece otro medio para comprender las barreras de clase en Estados Unidos. Simon Kuper de The Financial Times comentó: "Esta es la élite cultural, o lo que Elizabeth Currid-Halkett ... llama la" clase aspiracional ". Su libro La suma de las pequeñas cosas lo analiza utilizando datos fascinantes sobre el consumo estadounidense…. Su antepasado intelectual Thorstein Veblen, en su estudio de 1899 The Theory of the Leisure Class, retrató a los potentados derrochando dinero, pero la élite cultural de hoy está comprometida en un proyecto apropiado para reproducir su posición social ... No es de extrañar que el rito clave de la conversación de la élite cultural sea convertirse en contrario Trump ... Y así, las guerras culturales que lo llevaron a ser elegido continúan creciendo".
Otros han desafiado la crítica de Currid-Halkett argumentando que el capital cultural que alaba como un significante de la "clase aspiracional" puede no ser deseado por otros grupos. Como escribe Kyle Smith en el New York Post, "Currid-Halkett detecta una división perniciosa entre las élites y el resto", pero sólo los columnistas de opinión del mundo parecen pensar que esto es un problema. . . Tal vez los estadounidenses comunes y corrientes hayan encontrado formas de ganarse la vida de manera sólida sin haber oído hablar de Bowdoin". Otra crítica cuestionó que es demasiado pronto para decir qué podrían implicar los cambios en los patrones de consumo.

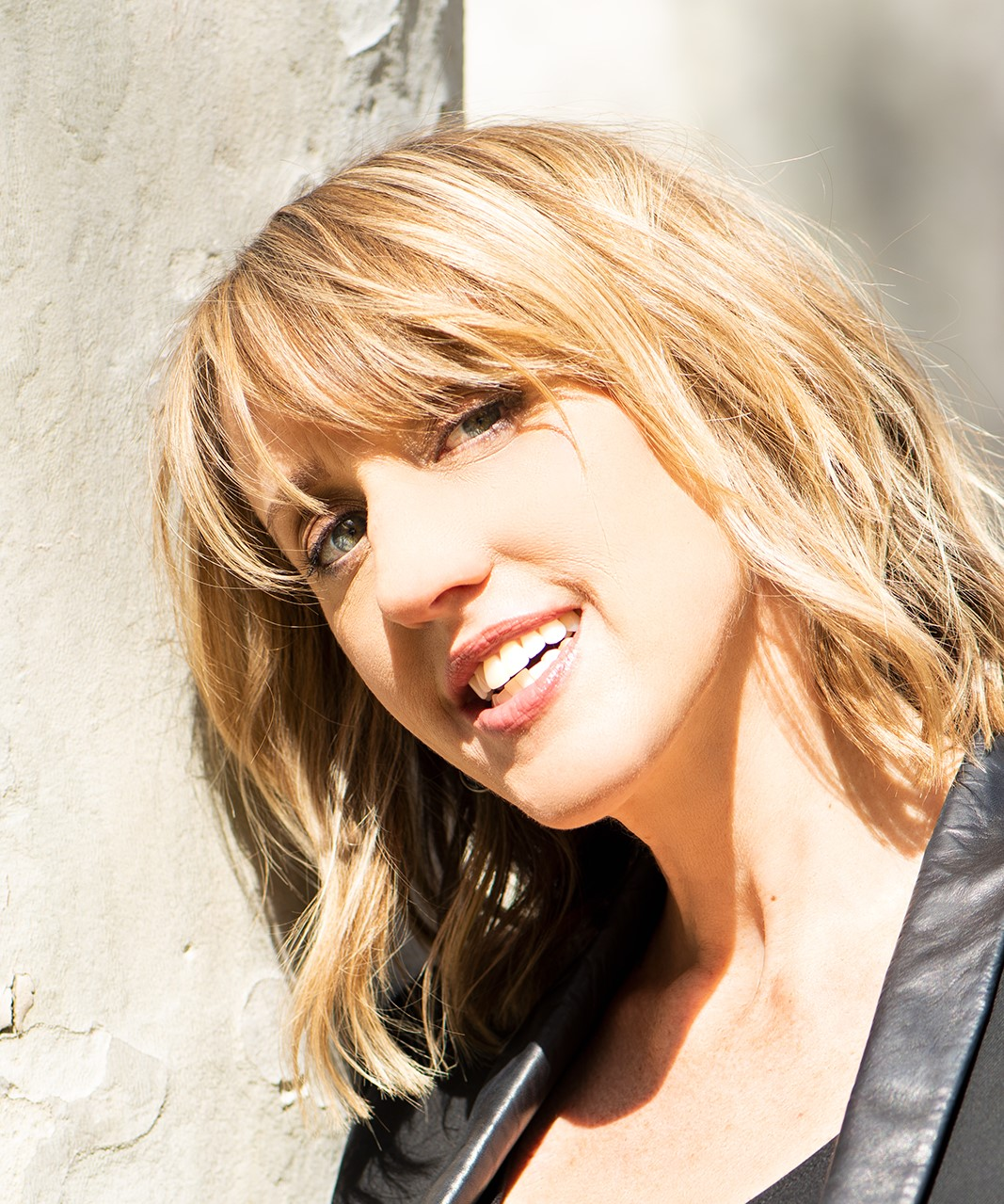
Currid-Halkett en 2019

## Obras
- Currid, E. (2007). La economía de Warhol: cómo la moda, el arte y la música impulsan la ciudad de Nueva York Princeton: Princeton University Press
- Currid-Halkett, E. (2010). Starstruck: El negocio de las celebridades. Nueva York: Farrar, Straus y Giroux
- Currid-Halkett, E. (2017). La suma de las pequeñas cosas: una teoría de la clase aspiracional. Princeton: Prensa de la Universidad de Princeton.
- Currid, E.; Williams, S. (21 de julio de 2009). «The geography of buzz: art, culture and the social milieu in Los Angeles and New York». Journal of Economic Geography 10 (3): 423-451. doi:10.1093/jeg/lbp032.
- Williams, Sarah; Currid-Halkett, Elizabeth; Ramasco, José Javier (5 de febrero de 2014). «Industry in Motion: Using Smart Phones to Explore the Spatial Network of the Garment Industry in New York City». PLOS ONE 9 (2): e86165. Bibcode:2014PLoSO...986165W. PMC 3914789. PMID 24505256. doi:10.1371/journal.pone.0086165.